# علي خواجة (بناجوي الغربي)
علي خواجة (بالفارسية: علی‌خواجه) هي منطقة سكنية تقع في إيران في قسم بناجوي الغربي الريفي. يقدر عدد سكانها بـ 1,418 نسمة .